# إدوين أغسطس ستيفنز جونيور
إدوين أغسطس ستيفنز جونيور (بالإنجليزية: Edwin Augustus Stevens, Jr.)‏ هو مهندس أمريكي، ولد في 14 مارس 1858 في فيلادلفيا في الولايات المتحدة، وتوفي في 8 مارس 1918 في واشنطن العاصمة في الولايات المتحدة.